# Richtlinie 2011/83/EU (Verbraucherrechte-Richtlinie)
Mit der Richtlinie 2011/83/EU des Europäischen Parlaments und des Rates vom 25. Oktober 2011, besser bekannt als Verbraucherrechterichtlinie (VRR oder VR-RL), wurden die Richtlinien 93/13/EWG und 1999/44/EG geändert sowie die Richtlinie 85/577/EWG und die Richtlinie 97/7/EG aufgehoben. Die Verbraucherrechte-Richtlinie des Europäischen Parlaments und Rates ist am 12. Dezember 2011 in Kraft getreten.
Ziel der Verbraucherrechterichtlinie ist die vollständige Harmonisierung der Informationspflichten gegenüber Verbrauchern im Fernabsatz oder außerhalb von in Geschäftsräumen geschlossenen Verträgen und die Angleichung der derzeitigen nationalen Rechtsvorschriften zum Verbraucherschutz in den Mitgliedstaaten der Europäischen Union. Erleichtert werden sollen dabei die Geschäftsbeziehungen zwischen Unternehmen und Verbrauchern sowohl in den nationalen Binnenmärkten als auch grenzüberschreitend innerhalb der Europäischen Union. Die Mitgliedstaaten mussten die Verbraucherrechterichtlinie bis zum 13. Dezember 2013 in nationales Recht umsetzen. Die umgesetzten Vorschriften sollten dann ab 13. Juni 2014 bei Vertragsschlüssen Anwendung finden.

## Wesentlicher Inhalt der Verbraucherrechterichtlinie
Die Verbraucherrechterichtlinie beinhaltet im Wesentlichen folgende Regelungen:

### Vorvertragliche Informationspflichten
Gewerbetreibende sollen bei Abschluss eines Fernabsatzvertrages oder eines außerhalb von Geschäftsräumen geschlossenen Vertrages mit einem Verbraucher verpflichtet werden, die Verbraucher vor dem Abschluss von Verbraucherverträgen über alle wesentlichen Aspekte des Vertrages zu informieren.
Dazu gehören unter anderem:
- die wesentlichen Eigenschaften der Waren oder Dienstleistungen
- ein Impressum mit Identität und Anschrift des Gewerbetreibenden, sowie seine Telefonnummer
- der Gesamtpreis der Waren oder Dienstleistungen einschließlich aller Abgaben und Steuern
- zusätzlich anfallende Kosten wie z. B. Fracht-, Liefer- oder Versandkosten
- Zahlungs-, Liefer- und Leistungsbedingungen
- die Belehrung über ein bestehendes Widerrufsrecht und der Hinweis auf das Bestehen eines gesetzlichen Gewährleistungsrechts für die Waren

### Lieferung und Risikoübergang
Die Bestimmungen zum Zeitpunkt der Lieferung und Risikoübergang sind derzeit nicht auf EU-Ebene geregelt. Der Gewerbetreibende soll verpflichtet werden, innerhalb von maximal 30 Kalendertagen ab Zustandekommen des Vertrages zu liefern, sofern kein bestimmter Liefertermin vereinbart wurde.
Der Verbraucher soll vor dem Risiko des Verlustes oder der Beschädigung der Waren auf dem Transportweg geschützt werden. Die Verbraucherrechterichtlinie regelt insofern, dass das Risiko des Verlustes oder der Beschädigung der Waren bei einem Versendungskauf auf den Verbraucher übergeht, wenn er oder ein vom Verbraucher benannter Dritter, der nicht der Beförderer ist, die Waren in Besitz genommen hat.

### Widerrufsfristen
In Folge der Verbraucherrechterichtlinie wird es für Fernabsatz-Verträge und außerhalb von in Geschäftsräumen geschlossenen Verträgen eine einheitliche EU-weite Widerrufsfrist von 14 Kalendertagen geben. Um den Widerruf für Verbraucher zu erleichtern, wird ein Muster-Widerrufsformular eingeführt, dessen Nutzung jedoch optional sein wird.

## Umsetzung in Deutschland
Die EU-Mitgliedsstaaten waren verpflichtet, die Verbraucherrechterichtlinie bis zum 13. Dezember 2013 in geltendes Recht umzusetzen. Die Umsetzung erfolgte in Deutschland durch das Gesetz zur Umsetzung der Verbraucherrechterichtlinie und zur Änderung des Gesetzes zur Regelung der Wohnungsvermittlung vom 20. September 2013 mit Wirkung zum 13. Juni 2014.
Das Umsetzungsgesetz änderte insbesondere das
- Bürgerliche Gesetzbuch (BGB), nämlich die Grundsätze von Verbraucherverträgen (§§ 312 ff. BGB), das Widerrufsrecht bei Verbraucherverträgen (§§ 355 ff. BGB) sowie die im Kaufrecht normierte Garantie (§ 443 BGB) und den Verbrauchsgüterkauf (§§ 474 ff. BGB)[8][9] sowie das
- Einführungsgesetz zum Bürgerlichen Gesetzbuche (EGBGB) durch eine Überarbeitung der Muster für Widerruf und Widerrufsbelehrung (Art. 246 Abs. 3 EGBGB).

Außerdem wurden das Widerrufsrecht im Fernunterrichtsschutzgesetz (FernUSG) und im Gesetz zur Regelung der Wohnungsvermittlung angepasst.
Zu redaktionellen Änderungen kam es in folgenden Bestimmungen:
- Gesetz gegen unlauteren Wettbewerb (UWG),
- Kapitalanlagegesetzbuch (KAGB),
- Preisangabenverordnung (PAngV),
- Zivilprozessordnung (ZPO),
- Versicherungsvertragsgesetz (VVG),
- Wertpapierdienstleistungs-, Verhaltens- und Organisationsverordnung,
- Wertpapierprospektgesetz (WpPG),
- Vermögensanlagengesetz (VermAnlG),
- Unterlassungsklagegesetz (UKlaG) und
- Elektro- und Elektronikgerätegesetz (ElektroG).

## Umsetzung in Österreich
Die Umsetzung in Österreich erfolgte mit Wirkung zum 13. Juni 2014 durch das Fern- und Auswärtsgeschäfte-Gesetz (FAGG) vom 26. Mai 2014 sowie eine Novellierung des Konsumentenschutzgesetzes (KSchG) und des ABGB.
Dabei hat Österreich von verschiedenen Öffnungsklauseln der Richtlinie Gebrauch gemacht. Beispielsweise etabliert § 1 KSchG einen eigenständigen Begriff des Verbrauchers, der umfassender ist als der Verbraucherbegriff der Richtlinie. Der Vertrieb von Arzneimitteln und Medizinprodukten im Fernabsatz fällt unter den Geltungsbereich des FAGG, obwohl die Richtlinie Gesundheitsdienstleistungen vom Geltungsbereich ausschließt. Gem. § 918 Abs. 1 ABGB können Nachfristsetzung und Rücktrittserklärung in einem einzigen Akt erfolgen, der Ablauf der Nachfrist braucht für eine Rücktrittserklärung nicht abgewartet zu werden.

## Schweiz
Die Schweiz orientiert sich bei ihrer Gesetzgebung im Konsumentenbereich an den in der Europäischen Union vereinbarten Standards.

## Reformpläne
Ende März 2022 veröffentlichte die Europäische Kommission Pläne zur Änderung der Richtlinie. Händler sollen verpflichtet werden, Kunden über die Lebensdauer und die Reparierbarkeit von Produkten zu informieren. Außerdem soll Greenwashing und frühzeitiger Obsoleszenz entgegengewirkt werden.